# Re’uwen Perach (paraolimpijczyk)
Re’uwen Perach – izraelski niepełnosprawny lekkoatleta a także goalballista, uczestnik m.in. Letnich Igrzysk Paraolimpijskich 1976 i Letnich Igrzysk Paraolimpijskich 1988.
W lekkoatletyce, występował na igrzyskach w 1976 roku. Wystąpił w pięciu konkurencjach (grupa niepełnosprawności - A), a w jednej z nich (pięciobój), zdobył srebrny medal. Startował też w: biegu na 60 m (szóste miejsce), rzucie dyskiem (czwarte miejsce), skoku w dal (17. miejsce) i pchnięciu kulą (szóste miejsce).
W 1988 roku w Seulu, reprezentował swój kraj w goalballu. Zajął tam siódme miejsce.